# Tir aux Jeux olympiques d'été de 1924
Navigation
Anvers 1920 Los Angeles 1932
Dix épreuves de tir sportif sont disputées à l'occasion des Jeux olympiques d'été de 1924. Pour la dernière fois, des épreuves par équipes sont organisées. Toutes se déroulent entre le 23 juin et le 9 juillet 1924. Les épreuves de tir de chasse (cerf) se déroulent au stand du Tir national de Versailles, d'autres à Tinqueux et au Camp de Châlons. 

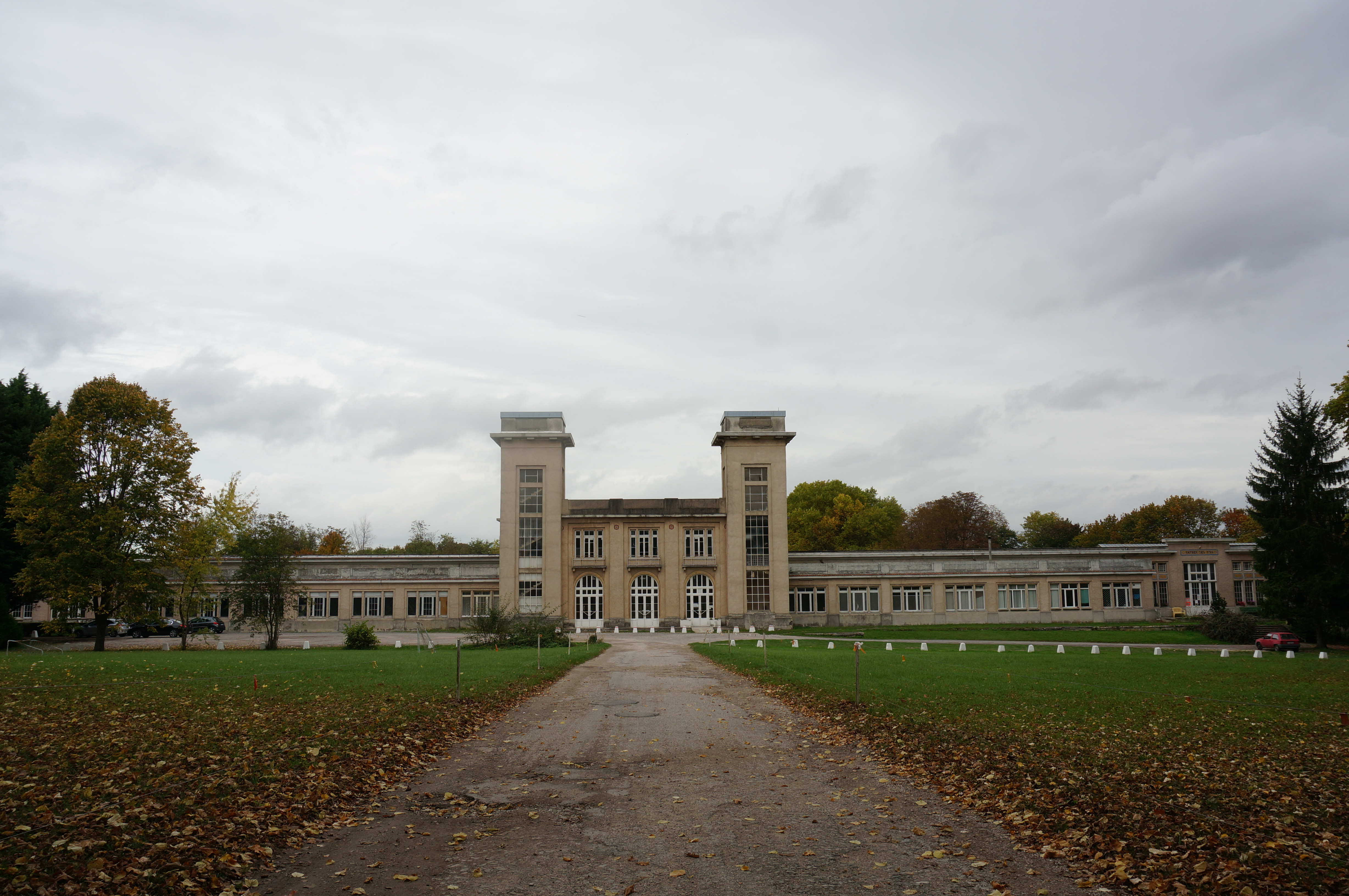
Stand de tir de Tinqueux.

## Tableau des médailles
| Rang | Nation             | Or | Argent | Bronze | Total |
| ---- | ------------------ | -- | ------ | ------ | ----- |
| 1    | États-Unis         | 5  | 2      | 2      | 9     |
| 2    | Norvège            | 2  | 1      | 1      | 4     |
| 3    | Royaume-Uni        | 1  | 2      | 0      | 3     |
| 4    | France             | 1  | 1      | 0      | 2     |
| 5    | Royaume de Hongrie | 1  | 0      | 0      | 1     |
| 6    | Suède              | 0  | 2      | 2      | 4     |
| 7    | Finlande           | 0  | 1      | 2      | 3     |
| 8    | Canada             | 0  | 1      | 0      | 1     |
| 9    | Danemark           | 0  | 0      | 1      | 1     |
| 9    | Haïti              | 0  | 0      | 1      | 1     |
| 9    | Suisse             | 0  | 0      | 1      | 1     |

## Résultats
Toutes les épreuves sont mixtes.
| Épreuves                                            | Or | Argent                                                                                                | Bronze |
| Pistolet feu rapide à 25 m                          | Henry Bailey 18 pts.                                                                                        | Vilhelm Carlberg 18 pts.                                                                              | Lennart Hannelius 18 pts.                                                                                   |
| Carabine à 50 m position couchée                    | Pierre Coquelin de Lisle 398 pts.                                                                           | Marcus Dinwiddie 396 pts.                                                                             | Josias Hartmann 394 pts.                                                                                    |
| Carabine à 600 m                                    | Morris Fisher 95 pts.                                                                                       | Carl Osburn 95 pts.                                                                                   | Niels Larsen 94 pts.                                                                                        |
| Carabine par équipes                                | États-Unis Raymond Coulter Joseph Crockett Morris Fisher Sidney Hinds Walter Stokes 676 pts.                | France Paul Colas Albert Courquin Pierre Hardy Georges Roes Émile Rumeau 646 pts.                     | Haïti Ludovic Augustin Destin Destine Eloi Metullus Astrel Rolland Ludovic Valborge 646 pts.                |
| Tir au cerf courant coup simple à 100 m             | John Boles 40 pts.                                                                                          | Cyril Mackworth-Praed 39 pts.                                                                         | Otto Olsen 39 pts.                                                                                          |
| Tir au cerf courant coup simple à 100 m par équipes | Norvège Einar Liberg Ole Lilloe-Olsen Harald Natvig Otto Olsen 160 pts.                                     | Suède Otto Hultberg Mauritz Johansson Fredric Landelius Alfred Swahn 154 pts.                         | États-Unis John Boles Raymond Coulter Dennis Fenton Walter Stokes 148 pts.                                  |
| Tir au cerf courant coup double à 100 m             | Ole Lilloe-Olsen 76 pts.                                                                                    | Cyril Mackworth-Praed 72 pts.                                                                         | Alfred Swahn 72 pts.                                                                                        |
| Tir au cerf courant coup double à 100 m par équipes | Royaume-Uni Cyril Mackworth-Praed Philip Neame Herbert Perry Allen Whitty 263 pts.                          | Norvège Einar Liberg Ole Lilloe-Olsen Harald Natvig Otto Olsen 262 pts.                               | Suède Axel Ekblom Mauritz Johansson Fredric Landelius Alfred Swahn 250 pts.                                 |
| Fosse olympique                                     | Gyula Halasy 98 pts.                                                                                        | Konrad Huber 98 pts.                                                                                  | Frank Hughes 97 pts.                                                                                        |
| Tir aux pigeons par équipes                         | États-Unis Frederick Etchen Frank Hughes Samuel Sharman William Silkworth John Noel Clarence Platt 363 pts. | Canada George Beattie John Black Robert Montgomery Samuel Vance William Barnes Samuel Newton 360 pts. | Finlande Werner Ekman Konrad Huber Robert Huber Toivo Tikkanen Georg Nordblad Karl Magnus Wegelius 360 pts. |